# Привет друзьям
«Привет друзьям» — советский рисованный мультипликационный фильм 1957 года. Создан в соавторстве режиссёрами Мстиславом Пащенко, Дмитрием Бабиченко и Борисом Дёжкиным в жанре концертной программы.
Мультфильм совмещает в себе рисованную мультипликацию и кадры кинохроники.

## Сюжет
Главный герой — участник фестивалей молодёжи Фанфан-репортёр, который торопится в столицу, чтобы приветствовать участников фестиваля. И вот, оказавшись на стадионе, Фанфан получает письмо-пластинку от голубя, символа торжества, с чего и начинается фестивальный концерт. С начала и до конца проведения фестиваля Фанфан вместе со зрителями слушает знаменитые песни других народов и стран, показывая тем международную единость. Далее репортёр представляет всем мультипликационно-рисованных человечков, нарисованных им самим же и исполняющих музыку и танцы разных народов мира. Фанфан тоже принимает непосредственное участие в представлении. А веселье, шум и танцы не спадают до конца самого фестиваля.

## Создатели
| Авторы сценария и режиссёры | Дмитрий Бабиченко, Борис Дёжкин, Мстислав Пащенко                                     |
| Композитор                  | Александр Варламов                                                                    |
| Художники-постановщики      | Борис Дёжкин, Дмитрий Бабиченко, Пётр Репкин                                          |
| Художники-мультипликаторы   | Борис Дёжкин, Владимир Пекарь, Вячеслав Котёночкин, Геннадий Новожилов, Дмитрий Белов |
| Оператор                    | Николай Воинов                                                                        |
| Звукооператор               | Николай Прилуцкий                                                                     |
| Ассистенты режиссёра        | Лидия Ковалевская, Нина Майорова                                                      |
| Текст песни                 | Николай Доризо                                                                        |

## История создания
Мультфильм создавался к VI Всемирному фестивалю молодёжи и студентов, и режиссёры, осуществляя политический заказ, выполнили его в жанре фильма-плаката.

## Награды
- 1958 — I Всесоюзный кинофестиваль в Москве — 2-я премия по разделу мультипликационных фильмов.